# Catedral de San Juan (Kuala Lumpur)
La catedral de San Juan es una catedral católica  ubicada en Kuala Lumpur, la capital de Malasia, perteneciente a la arquidiócesis de esa ciudad. Ubicada en la zona central de la ciudad, es blanca y de dos agujas, siendo inaugurada en 1883, convirtiéndose así en uno de los edificios más antiguos de Kuala Lumpur. El 8 de enero es el aniversario de su consagración.
Localizada junto a la Institución San Juan (St. John's Institution), conocida por su arquitectura greco-española. La institución deriva su nombre de la catedral y fue realizada por los lasallistas.
Dibo a su ubicación en Bukit Nanas, está cerca al Convento Bukit Nanas, la Reserva Forestal de Bukit Nanas y la Menara Kuala Lumpur. Se puede acceder a ella desde la estación Masjid Jamek del metro urbano y la estación Bukit Nanas del monoriel.